# Aratinga capblava
L'aratinga capblava (Psittacara acuticaudata) és un lloro nadiu de gran part d'Amèrica del Sud, utilitzat en gran manera en avicultura.

## Morfologia
- Fa uns 37 cm de llargària, amb un pes de 140 – 190 g, cosa que el fa uns dels ocells més grossos del seu gènere. Sense dimorfisme sexual.
- Plomatge verd en general, una mica més clar per sota. L'ala tancada és del mateix color verd de la resta, però oberta mostra colors marró-blavós per sobre i color oliva per sota. Cua bàsicament verda per sobre i rogenca per sota.
- Galtes, front, capell i zona auricular de color blau, més o menys clar depenent de la subespècie. De vegades, una mica de blau també al pit.
- Bec amb la mandíbula superior color banya i la inferior negra o grisa, i n'hi ha variacions que depenen de les subespècies.
- Anell perioftàlmic en general blanc cremós, però taronja en alguna de les subespècies. Iris groguenc.
- Potes marró rosat amb les urpes marró grisenc.
- Els joves són semblants, però amb menys zones blaves.

## Hàbitat i distribució
Habiten sabanes, terres de conreu i boscos, però evitant la selva humida, en tres zones d'Amèrica del Sud: nord-est de Colòmbia i nord de Veneçuela, est del Brasil, i sud-est de Brasil, est de Bolívia, el Paraguai, nord de l'Argentina i l'Uruguai.
Utilitzat en avicultura, poblacions fugides s'han establert en diferents indrets d'Europa i Amèrica del Nord. Als Països Catalans, s'han observat a prop de València, Elx o Girona, però l'únic lloc on s'ha comprovat la reproducció ha sigut a l'àrea urbana o periurbana de Barcelona.

## Reproducció
Fan els nius en forats als arbres, on ponen 3 – 4 ous blancs que la femella cova durant 26 dies. Els pollets romanen al niu uns 52 dies.

## Alimentació
Solen desplaçar-se en petits esbarts a la recerca de llavors, fruites i flors. De vegades, mengen cereals en terres de conreu.

## Llista de subespècies
Se n'han descrit cinc subespècies:
- A. a. acuticaudata (Vieillot, 1818). Bolívia oriental, sud-est de Brasil, Paraguai, nord-est de l'Argentina i Uruguai.
- A. a. haemorrhous (Spix, 1824). Nord-est de Brasil.
- A. a. koenigi (Arndt 1995). Nord de Veneçuela i nord-est de Colòmbia.
- A. a. neoxena (Cory, 1909). Illa Margarita.
- A. a. neumanni (Blake i Traylor, 1947). Bolívia.